# Зина Креля
Зина Креля (на македонска литературна норма: Зина Креља) е оперна певица, сопран от Република Македония.

## Биография
Родена е на 17 февруари 1925 година в Битоля, Кралството на сърби, хървати и словенци, в семейство на музиканти. Учи солово пеене в Белград и Загреб (в класа на Милан Райзер), а след това в академията „Санта Чечилия“ в Рим (в класа на Рикардо Страчиари).
Дебютира на оперната сцена в Загреб като Джилда в „Риголето“ на Верди (1944) и в ролята на Виолета Валери в „Травиата“ (1946). Ангажирана е за сезон в Сараевската опера и в Операта на Македонския народен театър (като нейна съоснователка) от 1947 до 1981 г.
До 1981 година играе над 20 главни роли – Яна в „Гоце“, Констанца в „Отвличане от сарая“, Розина в „Севилският бръснар“, Лучия в „Лучия ди Ламермур“, Неда в „Палячи“, Мими в „Бохеми“ и други. Особено впечатляваща е като Виолета Валери в „Травиата“, която играе в 156 представления.
Носителка е на „11 октомври“ за цялостно творчество за 1978 година.